# Proxy (film)
Pour les articles homonymes, voir Proxy.
Pour plus de détails, voir Fiche technique et Distribution.
Proxy est un film américain réalisé par Zack Parker, sorti en 2013.

## Fiche technique
- Titre original : Proxy
- Réalisation : Zack Parker
- Scénario : Zack Parker, Kevin Donner
- Producteur :
- Production : Along The Tracks, FSC Productions
- Musique :
- Pays d'origine :  États-Unis
- Langue originale : anglais américain
- Lieux de tournage : Richmond, Indiana, États-Unis
- Format : couleurs
- Genre : Drame, thriller, horreur
- Durée : 120 minutes
- Dates de sorties :
  - Canada : 10 septembre 2013 au Festival international du film de Toronto
  - France : 14 septembre 2013 au Festival européen du film fantastique de Strasbourg
  - États-Unis : 19 septembre 2013 (Austin Fantastic Fest)

## Distribution
- Kristina Klebe : Anika Barön
- Alexa Havins : Melanie Michaels
- Joe Swanberg : Patrick Michaels
- Brittany Wagner : Counter Girl
- Alexia Rasmussen : Esther Woodhouse
- Mark A. Nash : Anchorman
- Erika Hoveland : Mary Wilkens
- Shayla Hardy : Technician
- Kitsie Duncan : Support Victim
- Jim Dougherty : Store Manager
- Jennifer Wilkens : Anchorwoman
- Faust Checho : Detective Allen
- Erica Stikeleather : Tattoo Artist
- Dianne Bischoff : Moderator #1
- Adam Stephenson : Mr. Verdel